# Alice in Videoland
Alice in Videoland — шведская электроклэш-группа.

## История
Группа образовалась в 2002 г.

Свой стиль Alice in Videoland описывают так: 

Когда EBM встречается с панк-роком и все это дополняется звуками Commodore 64, получается то, что вы слышите

Андерс Александер присоединился к группе в феврале 2003 г., Йохан Дахльбом в ноябре того же года. Вместе они выпустили альбом Maiden Voyage.

## Дискография

### Студийные альбомы
- Maiden Voyage (2003)
- Outrageous! (2005)
- Maiden Voyage Plus (2007)
- She's A Machine! (2008)
- A Million Thoughts and They're All About You (2010)

### Синглы
- Video Girl
- We Are Rebels